# بنجامين كول
بنجامين كول (بالإنجليزية: Benjamin Cole)‏ هو سياسي أمريكي، ولد في 1919، وتوفي في 1993. حزبياً، نشط في Popular Democratic Party (Puerto Rico) ‏.